# Haverlah
Haverlah là một đô thị ở huyện Wolfenbüttel, trong bang Niedersachsen, nước Đức. Đô thị Haverlah có diện tích 16,84 km².